# Domino Records
Domino Recording Company — незалежний звукозаписувальний лейбл, що розташовується в Лондоні. Заснований 1993 року Лоуренсом Беллом (англ. Laurence Bell) та Жакі Райсом (англ. Jacqui Rice). Також існують представництва в США, Франції (Domino France) та Німеччині (Domino Deutschland).

## Domino Records Велика Британія
- Animal Collective
- Anna Calvi(інші мови)
- Archie Bronson Outfit(інші мови)
- Arctic Monkeys
- Austra
- Lou Barlow(інші мови)
- Blood Orange
- Bonde do Role(інші мови)
- Bonnie Prince Billy(інші мови)
- Clinic
- The Count and Sinden
- Dirty Projectors(інші мови)
- Four Tet(інші мови)
- Franz Ferdinand
- Galaxie 500(інші мови)
- Hot Chip
- Junior Boys(інші мови)
- The Kills
- King Creosote(інші мови)
- The Last Shadow Puppets
- Lightspeed Champion
- Stephen Malkmus and the Jicks(інші мови)
- Max Tundra(інші мови)
- Cass McCombs(інші мови)
- Eugene McGuinness(інші мови)
- Juana Molina(інші мови)
- Orange Juice(інші мови)
- Owen Pallett(інші мови)
- Panda Bear
- The Pastels(інші мови)
- Pavement
- Pram(інші мови)
- Psapp(інші мови)
- Quasi(інші мови)
- Real Estate(інші мови)
- Royal Trux(інші мови)
- Sebadoh(інші мови)
- Sons and Daughters(інші мови)
- Spiral Stairs(інші мови)
- To Rococo Rot(інші мови)
- Townes Van Zandt(інші мови)
- Tricky
- Twin Sister(інші мови)
- Villagers(інші мови)
- Патрік Вотсон
- Wild Beasts
- Роберт Ваятт
- Wyatt, Atzmon & Stephen
- James Yorkston(інші мови)

## Domino Records США
- Адем
- Animal Collective
- Benjy Ferree(інші мови)
- Caribou
- Cass McCombs(інші мови)
- Chief(інші мови)
- Clearlake(інші мови)
- Clinic
- Correcto
- Dirty Projectors(інші мови)
- Farrah(інші мови)
- Four Tet(інші мови)
- Franz Ferdinand
- Future Pilot AKA(інші мови)
- Juana Molina(інші мови)
- Junior Boys(інші мови)
- Lightspeed Champion
- Neutral Milk Hotel
- The Notwist(інші мови)
- Orange Juice(інші мови)
- The Pastels(інші мови)
- Sebadoh(інші мови)
- Sons and Daughters(інші мови)
- To Rococo Rot(інші мови)
- Twin Sister(інші мови)
- Ulrich Schnauss
- Yo Majesty(інші мови)
- James Yorkston and the Athletes(інші мови)